# Pablopavo
Паблопаво (Pablopavo), настоящее имя — Павел Солтыс (Paweł Sołtys) (родился 30 марта 1978 года в Варшаве, Польша) — вокалист, участник группы «Vavamuffin». Также ведёт сольную карьеру. Является одним из первых исполнителей раггамаффина на польском языке.

## Vavamuffin
Паблопаво начинал музыкальную карьеру в группе «Saduba». В 2003 году совместно с музыкантом «Reggaenerator» создал группу «Vavamuffin», в которой он начал выступать в качестве вокалиста. За годы работы в коллективе Паблопаво сотрудничал с различными музыкантами. Среди них были: Сидней Полак, рэперы Fu и O.S.T.R., группы «Hemp Gru», «Maleo Reggae Rockers», «Habakuk» и другие.

## Сольная карьера
Продолжая выступления в группе «Vavamuffin», Паблопаво начал сольную карьеру. В 2006 году Паблопаво вместе с Reggaenerator'ом исполнил песню «Gyal Na Medal» для сборника «Polski ogień», в котором приняли участие более десятка исполнителей регги и дэнсхолла. В мае того же года певец выступил на фестивале регги и даба в Беляве (Reggae Dub Festival Bielawa). В сентябре 2006 года он совместно с группой «Sedativa» выступил на шоу Кубы Воеводзкого с песней «Banda Saskerland». Программа транслировалась польским телеканалом TVN. В 2008 году вышли его дебютные синглы «Zykamu» и «Dola Selektora». Ранее певец планировал включить их в свой первый альбом, однако выпуск альбома был отложен. Также Паблопаво вместе с группой «Dreadsquad», Reggaenerator'ом и рэпером Fu в 2008 году записали песню «Ragga dynamit» , в которой певец упоминает имя ливийского лидера Муаммара Каддафи. В том же году польская хип-хоп группа «Molesta Ewenement» совместно с Паблопаво и рэпером Ero записала трек «Martwie Sie» для своего альбома «Molesta i Kumple», который впоследствии получил статус золотого. Также на «Martwie Sie» был снят видеоклип.
В 2009 году Паблопаво стал одним из исполнителей песни «Sound System» для альбома L.S.M. певца Junior Stress. В том же году польский музыкант принял участие в записи трека «Plan» для альбома «Ludzie, Maszyny, Słowa» рэпера Numer Raz.
В 2010 году в рамках рекламы концертной деятельности певца был заснят видеоклип, в котором показан процесс студийной записи песни «Stój głuptasie».
13 октября 2010 года Паблопаво выступил в «Hard Rock Cafe» в Варшаве, где пел на сцене одновременно с Марцином Светлицким. Польский рэпер также приезжал сюда 6 декабря 2011 года, а 16 марта того же года посетил с концертом «Hard Rock Cafe» в Кракове.
В 2010 году Паблопаво участвовал в записи трека «Jeśli nie masz dokąd iść» для альбома «Persona Non Grata» группы «NON Koneksja», вышедшего в декабре.

### Telehon
26 сентября 2009 года появился дебютный альбом певца, который получил название «Telehon». Он включил в себя 16 песен, а также сингл «Telehon». На «Dym Dym» и «Telehon» были сняты видеоклипы.
- Номер в каталоге Karrot Kommando: KK28
- Дистрибьютор: Fonografika
- Формат: CD
- Страна: Польша

#### Список композиций
1. Intro (1:46)
2. Telehon (3:05)
3. Jurek mech (5:26)
4. Z fartem dziewczyna (3:46)
5. Piosenka ze smieci (3:56)
6. Się mi to nie (4:26)
7. Kolejka (4:29)
8. XXL Yeti funk (3:03)
9. Dym Dym (3:46)
10. Nomada (4:52)
11. Primo rebel (5:00)
12. Warszawa wschodnia (4:50)
13. Do Stu (4:59)
14. C.S.I. Stegny (4:30)
15. Ale Ale (3:18)
16. System (4:18)
17. Na nowo (2:47)[17]

#### Отзывы
В 10 номере газеты «Lampa» за 2009 год публицист Павел Дунин-Вонсович написал рецензию на альбом «Telehon». В ней он отметил то, что в этом сборнике очень подробно описывается родной город исполнителя — Варшава. Во многих песнях так или иначе упоминаются реальные архитектурные сооружения, говорится о характерных особенностях районов города..
Польский поэт и музыкант Марцин Светлицкий охарактеризовал альбом следующими словами:

«Наконец появилось то, что и должно было быть: умные и тонкие рифмы, голос певца, вкусная музыка... Отныне перед миром предстал несколько иной Pablopavo».

В октябре 2009 года на сайте польской газеты «Gazeta Wyborcza» был опубликован отзыв журналиста Роберт Санковского, в котором тот написал:

«Хорошая пластинка с хорошим текстом? Умный, хитрый, иногда с чувством юмора, дающий пищу для размышлений? Это о дебютном альбоме Pablopavo... В нём столько упоминается о Варшаве, об истории этого города и его архитектуре...».

### 10 piosenek
30 марта 2011 года, в день 33-летия Паблопаво, был представлен его второй альбом «10 piosenek». Альбом поднялся на 28 строчку в официальном музыкальном чарте Польши, в первую неделю после выпуска было продано более тысячи его копий. В «10 piosenek» была включена песня «Oddajcie kino Moskwa» (Дайте кино Москвы), с которой певец ранее выступал на одном из концертов в июне 2010 года. В записи трека «Złoto» приняла участие певица Marika. На песню «Indziej» был снят видеоклип.
- Номер в каталоге Karrot Kommando: KK37
- Дистрибьютор: Fonografika
- Формат: CD
- Страна: Польша

#### Список композиций
1. Rozpoczęcie
2. Wpuść mnie
3. Oddajcie kino Moskwa
4. Złoto
5. Dajcie mi spokój
6. Warzywniak
7. Indziej
8. Iście iście
9. Aneta ucieka
10. 10 Piosenek
11. Za Darmo
12. Ballada o okrzei  (6:34)[24]

#### Отзывы
Польский журналист Кшиштоф Варга так охарактеризовал второй альбом Паблопаво:
Новый альбом подтверждает, что Паблопаво — это уникальное явление не только в музыке, но и в литературе. Паблопаво — летописец социальной реальности, политический обозреватель и разоблачитель глупостей, созданных представителями нашей массовой культуры.

### Głodne kawałki
В ноябре того же года был выпущен третий альбом — «Głodne kawałki», в составлении которого участвовал польский композитор Рафал Колачински. На песни «Stówa» и «Boczna» были сняты клипы.
- Номер в каталоге Karrot Kommando: KK44
- Дистрибьютор: Fonografika
- Формат: CD
- Страна:  Польша

#### Список композиций
1. Dziw  (4:29)
2. Stówa (3:56)
3. Głodne kawałki  (5:39)
4. Technika gęby (3:37)
5. Nie ma roboty (3:19)
6. Szpilki (4:52)
7. Byleby (3:28)
8. Kupuj (4:38)
9. Magnez i wapń (4:11)
10. Zadzwonię i powiem (4:51)
11. Karawany (4:04)
12. Boczna (6:34)[29]

## Другая деятельность
Помимо деятельности в музыкальной сфере, Паблопаво написал несколько текстов для польских журналов «Studium», «Lampa» и «Rita Baum». В 2007 году он согласился на интервью одному из польских телеканалов, в котором ответил на вопросы о своей сольной карьере, а также роли в группе «Vavamuffin». В сентябре 2010 года музыкант дал большое интервью, где он рассказал интересные истории из своей жизни, а также затронул множество тем, связанных с музыкальной жизнью Польши..

## Личная жизнь
Женат на Монике Солтыс.

## Альбомы
| 2009 26 сентября | Telehon        | —  |
| 2011 30 марта    | 10 piosenek    | 28 |
| 2011 28 ноября   | Głodne kawałki | —  |